# Зуброглава
Зуброглава (словац. Zubrohlava) — село, громада округу Наместово, Жилінський край. Кадастрова площа громади — 15.26 км².
Населення 2359 осіб (станом на 31 грудня 2018 року).

## Історія
Зуброглава згадується 1588 року.

## Географія
Протікає річка Граничний Кривань.

## Населення
| Рік:            | 1994. | 2004.    | 2014.    | 2024.    |
| --------------- | ----- | -------- | -------- | -------- |
| Кількість осіб: | 1746  | 2044     | 2263     | 2555     |
| Різниця:        |       | +17,06 % | +10,71 % | +12,90 % |

| Рік:            | 2023. | 2024.   |
| --------------- | ----- | ------- |
| Кількість осіб: | 2493  | 2555    |
| Різниця:        |       | +2,48 % |